# 939
| [ Edytuj tabelę ]              |                                                                  |
| Książę Polski                  | - 930 Lestek 940                                                 |
| Król Anglii                    | - 924 Athelstan 939 - 939 Edmund Starszy 946                     |
| Hrabia Aragonii                | - 922 Andregota Galíndez 972                                     |
| Hrabia Aragonii i król Nawarry | - 926 Garcia I 970                                               |
| Hrabia Barcelony               | - 911 Sunyer I 947                                               |
| Książę Bawarii                 | - 938 Bertold 947                                                |
| Książę Burgundii               | - 923 Hugo Czarny 952                                            |
| Cesarz Bizancjum               | - 913 Konstantyn VII Porfirogeneta 959 - 919 Roman I Lekapen 944 |
| Car Bułgarii                   | - 927 Piotr I 969                                                |
| Książę Czech                   | - 935 Bolesław I Srogi 972                                       |
| Władca Egiptu                  | - 935 Muhammad Ibn Tughdż 946                                    |
| Król Franków zachodnich        | - 936 Ludwik IV Zamorski 954                                     |
| Hrabia Holandii                | - 931 Dirk I 939 - 939 Dirk II 988                               |
| Cesarz Japonii                 | - 930 Suzaku 946                                                 |
| Kalif                          | - 934 Ar-Radi 940                                                |
| Hrabia Kastylii                | - 923 Ferdinand Gonzalez 970                                     |
| Król Khmerów                   | - 928 Dżajawarman IV 941                                         |
| Wielki książę Kijowa           | - 912 Igor Rurykowicz 945                                        |
| Patriarcha Konstantynopola     | - 933 Teofilakt 956                                              |
| Władca Korei                   | - 918 T’aejo 943                                                 |
| Król Leónu                     | - 931 Ramiro II 950                                              |
| Król Norwegii                  | - 933 Haakon Dobry 961                                           |
| Papież                         | - 936 Leon VII 939 - 939 Stefan VIII (IX) 942                    |
| Hrabia Portugalii              | - 924 Mendo I i Mumadona Dias 950                                |
| Książę Saksonii                | - 936 Otton I Wielki 961                                         |
| Król Szkocji                   | - 900 Konstantyn II 943                                          |
| Doża Wenecji                   | - 932 Pietro II Candiano 939 - 939 Pietro Partecipazio 942       |
| Książę Węgier                  | - 907 Zoltán 947                                                 |

Rok 939 / CMXXXIX
stulecia: IX wiek ~
X wiek ~
XI wiek

lata: 929 «
934 «
935 «
936 «
937 «
938 «
939
» 940
» 941
» 942
» 943
» 944
» 949

## Wydarzenia
- 14 lipca – Stefan VIII został papieżem.
- 2 października – zwycięstwo wojsk niemieckich nad lotaryńskimi w bitwie pod Andernach.
- 27 października – Edmund Starszy został królem Anglii.
- 29 listopada – Edmund Starszy został koronowany na króla Anglii.
- Wietnam uniezależnił się od Chin.
- Podstępne zamordowanie podczas uczty 30 książąt plemion połabskich przez margrabiego Marchii Wschodniej Gerona.

## Zmarli
- 13 lipca - papież Leon VII
- 27 października - Athelstan, król angielski
- Pietro Candiano II, doża wenecki od 932